# Palystes ellioti
Palystes ellioti är en spindelart som beskrevs av Pocock 1896. Palystes ellioti ingår i släktet Palystes och familjen jättekrabbspindlar. Inga underarter finns listade i Catalogue of Life.